# Fabel van Venetië - Sirat Al-Bunduqiyyah
Fabel van Venetië - Sirat Al-Bunduqiyyah is het achtste stripalbum van Hugo Pratt over Corto Maltese. Het verhaal speelt zich af in de Italiaanse stad Venetië tegen de achtergrond van het opkomende fascisme (rond 1920). Hugo Pratt die een deel van jeugd in Venetië doorbracht heeft veel van zijn eigen herinneringen, verhalen van vroeger en favoriete plekken in dit verhaal verwerkt. Het verhaal verscheen voor het eerst in 1977 in een Italiaans tijdschrift, gevolgd door publicatie in andere talen. In Nederland verscheen bij uitgeverij Casterman in 1984 de eerst druk. Het album is voorzien van een inleiding.

## Verhaal
In de Fabel van Venetië is de zeeman Corto Maltese op zoek naar de sleutel van Salomon, een magische smaragd. Bij zijn zoektocht laat hij zich leiden door een vage aanwijzing van Baron Corvo: "De Griekse leeuw verliest zijn noordelijke slangenhuid tussen de nevels van Venetië". Na verschillende omzwervingen door Venetië komt Corto tot de conclusie dat de sleutel verborgen moet liggen achter het zegel van Salomon op de trap der ontmoetingen nabij de vrijmetselaarsloge Hermes.